# Tarzan and the Super 7
Tarzan e os Super 7 (Tarzan and The Super Seven, no original em inglês) é um show de animação, criado pelos estúdios Filmation. Estreou nos EUA em 9 de setembro de 1978.
Faziam parte deste show os seguintes desenhos:
- Tarzan (Tarzan, Lord of the Jungle)
- The New Adventures of Batman
- Força da Liberdade
- Manta e Moray (Manta and Moray)
- Homem Elástico e Mini Mini
- Mulher Aranha (Web Woman)
- Jasão do Comando Estelar (Jason of Star Command): o único que não era desenho, e sim seriado, com atores

## Elenco

### Atores
- Tarzan: Olan Soule
- Batman / Bruce Wayne: Adam West
- Robin / Dick Grayson: Burt Ward
- Batgirl / Barbara Gordon: Sherry Alberoni
- Alfred Pennyworth: Casey Kasem
- Comissário James Gordon: Frank Welker
- Mulher Gato: Shannon Farnon
- Coringa: Danny Dark
- Pinguim: Michael Rye
- Charada: Ted Knight
- Sr. Frio: Norman Alden

### Vozes
- Estúdio: Herbert Richers
- Tarzan: Márcio Seixas
- Batman / Bruce Wayne: Celso Vasconcelos
- Robin / Dick Grayson: Rodney Gomes
- Batgirl / Barbara Gordon: Ângela Bonatti
- Alfred Pennyworth: Waldir Fiori
- Comissário James Gordon: Newton da Matta
- Mulher Gato: Sumara Louise
- Coringa: Nilton Valério
- Pinguim: Pádua Moreira
- Charada: Júlio Cézar
- Sr. Frio: Jorgeh Ramos